# Diamond Dallas Page
Dallas Page (* 5. April 1956 als Page Joseph Falkinburg Jr. in Point Pleasant, New Jersey) ist ein ehemaliger US-amerikanischer Wrestler und gelegentlicher Schauspieler. Bekannt wurde er unter seinem Künstlernamen Diamond Dallas Page oder kurz DDP genannt.
Falkinburg war als aktiver Wrestler für die beiden größten Wrestlingorganisationen Nordamerikas, World Championship Wrestling und World Wrestling Entertainment, beschäftigt. Sein größter Erfolg war der dreifache Erhalt des WCW World Heavyweight Champion Titels.
Heute betätigt er sich als Fitnessberater, Motivationstrainer und Suchthelfer.

## Karriere

### American Wrestling Association
In den 1980er Jahren arbeitete Page Falkinburg noch als Rausschmeißer. Er war befreundet mit verschiedenen Musikern wie zum Beispiel Van Halen.
Im Alter von 32 Jahren entschloss er sich Wrestler zu werden. Falkinburg unterschrieb bei der American Wrestling Association und legte sich das Gimmick des Diamond Dallas Page zu. Dort war Page Falkinburg zunächst als Ringbegleiter aktiv. So begleitete er Paul Diamond und Pat Tanaka zum Ring. Falkinburg wurde oft gefragt, warum er nicht selbst aktiv als Wrestler antreten würde, aber von der AWA-Führung wurde ihm mehrmals bescheinigt, dass man ihn dort nicht als Wrestler benötigen würde.
Page Falkinburg lehnte auch ein Angebot der WWF ab, da ihm die WWF als zu groß erschien und er wusste, dass er dort keine große Karriere machen würde.

### Florida Championship Wrestling
Falkinburg ging nach Verlassen der AWA zu Dusty Rhodes’ Florida Championship Wrestling und übernahm dort die Rolle eines Kommentators. Bei der FCW arbeitete er mit Gordon Solie zusammen.

### World Championship Wrestling

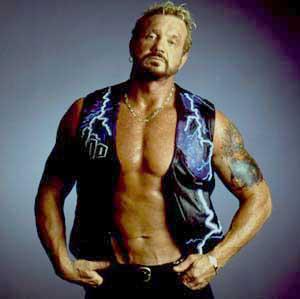
Diamond Dallas Page

Über Dusty Rhodes’ kam Page Falkinburg nun zu World Championship Wrestling, wo er als Ringbegleiter der Fabulous Freebirds debütierte. Falkinburg beeindruckte die WCW-Offiziellen mit guten Promos und deswegen sollte er dem Newcomer Diamond Studd bei seinem Karrierestart helfen.
Als Bill Watts, der ehemalige Eigentümer der Universal Wrestling Federation, die Kontrolle über die WCW erhielt, war Falkinburg immer weniger im TV zu sehen. So startete dieser als aktiver Wrestler. Er bildete mit Vinnie Vegas ein Tag Team und sie etablierten sich als Vegas Connection in der mittleren Kampfkarte. Aufgrund einer Bizepsverletzung fiel Page Falkinburg allerdings für den Rest des Jahres 1992 aus.
Als er 1993 zurückkehrte, ließ die WCW Page Falkinburg nun als Solowrestler antreten. Falkinburg hatte in seiner Verletzungspause das Valet Kimberly kennengelernt, welche vor den Kameras nun seine Managerin Diamond Doll wurde. Beide wurden auch privat ein Paar und heirateten.
Die WCW verstrickte Falkinburg 1994 in eine Fehde mit Johnny B. Badd. Als Eric Bischoff die Führung in der WCW übernahm, erfuhr Page Falkinburg eine Förderung. Er durfte eine Fehde mit dem Bruder von Kevin Sullivan beginnen. Bei der Veranstaltung WCW Fall Brawl 1995 durfte sich Page Falkinburg seinen ersten Titel holen, als er Renegade besiegen und den TV Championship-Titel erringen durfte. Im Anschluss wurde das Fehdenprogramm mit Johnny B. Badd wieder aufgegriffen und beim WCW Halloween Havoc musste Page Falkinburg den TV-Titel wieder abgeben.
Page Falkinburg wurde nun wieder in der unteren Kampfkarte eingesetzt. Der Storyline nach hatte Falkinburg sein ganzes Geld verloren und musste nun auf der Straße leben.
Einen erneuten Karriereschub erhielt Page Falkinburg, als er sich nun gegen die Formation der new World order stellte. Dessen Mitglieder, Hall und Nash versuchten, Falkinburg für die nWo zu rekrutieren. Die Loyalität zur WCW machte Falkinburg zum Publikumsliebling. Die WCW-Führung machte nun aus ihm den „hart arbeitenden Arbeiter“ und Falkinburg musste das alte Gimmick des arroganten Neureichen ablegen.
Bei WCW Starrcade 1997  durfte Page Falkinburg endlich den WCW U.S. Title gewinnen. Er verteidigte den Titel gegen Chris Benoit und Raven.
Bei WCW Spring Stampede 1998 musste Falkinburg den Titel an Raven abgeben. Nach diversen Matches gab man ihm ein Titel-Match gegen Bill Goldberg, das er aber nicht gewinnen durfte. Kurzzeitig hielt Falkinburg auch den U.S. Champion-Titel.
Page Falkinburg nahm sich schließlich nach diversen Fehdenprogrammen eine Auszeit. Nach seiner Rückkehr wurde er wieder als Bösewicht eingesetzt und durfte schließlich auch den WCW World Heavyweight Champion-Titel halten.
Page Falkinburg bildete nun ein Team mit Chris Kanyon und Bam Bam Bigelow, welches sich Triad nannte. Zusammen durften sie den Tag Team Title halten.
Beim WCW Spring Stampede 2000 durfte Falkinburg gegen Jeff Jarrett um den vakanten WCW-Titel antreten, aber nicht gewinnen. Erst bei einer der nächsten Nitro-Ausgaben durfte sich Page Falkinburg den Titel holen.
Es kam zu einem Tag Match um den Titel, das der Schauspieler David Arquette gewinnen durfte, wodurch sich dieser den WCW World Title holte. Falkinburg wurde schließlich 2001 aus der Storyline geschrieben, indem er von Scott Steiner verletzt wurde. Während seiner Auszeit wurde die WCW vom Konkurrenten WWF übernommen.

### World Wrestling Entertainment
Page Falkinburg tauchte im Sommer 2001 in der WWF als mysteriöser „Stalker“ auf der Seite der ECW/WCW Alliance auf, der die Frau des Undertakers verfolgte. In der nächsten Zeit durfte er den WWF Tag Team-Titel zusammen mit Kanyon gewinnen.
Letztendlich musste Page Falkinburg in der WWF wieder ganz unten anfangen, als ihn diese in der unteren Kampfkarte einsetzte. Als er wieder in der mittleren Kampfkarte eingesetzt wurde, durfte er am 31. Januar 2002 den WWE-European-Titel von Christian gewinnen und diesen bei WrestleMania X8 gegen diesen verteidigen. Falkinburg musste den Titel später an William Regal abtreten. In einen Match gegen Bob Holly zog er sich eine schwere Nackenverletzung zu. Mit dieser Verletzung und auch aufgrund seines Alters von mittlerweile 46 Jahren entschied er sich trotz laufenden Vertrages mit der WWE seine Karriere zu beenden.

### NWA Total Nonstop Action Wrestling
Dank eines eigens entwickelten Yoga Programms bekam er seine Nackenprobleme ohne eine Operation in den Griff. Am 12. November 2004 debütierte Falkinburg bei Total Nonstop Action Wrestling. Hier hatte er  Fehdenprogramme mit Raven, Erik Watts und Jeff Jarrett. Bei TNA Destination X, am 13. März 2005 erhielt Falkinburg ein Match um den NWA World Heavyweight Championship gegen Jeff Jarrett, welches er jedoch verlieren musste. Im Mai 2005 verließ er TNA um sich auf seine Karriere als Schauspieler zu konzentrieren.

## Erfolge
- World Championship Wrestling

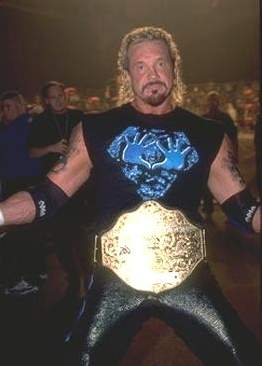
Dallas Page mit dem WCW World Heavyweight Championship

- 3× WCW World Heavyweight Champion
- 2× WCW United States Heavyweight Champion.
- 1× WCW World Television Champion
- 4× WCW World Tag Team Championship (2× mit Chris Kanyon und Bam Bam Bigelow, 2× mit Kevin Nash)
- 1996 WCW Battlebowl Sieger
- 1999 WCW MTV Tournament Sieger

- World Wrestling Federation

- 1× WWF European Champion
- 1× WWF World Tag Team Champion (mit Chris Kanyon)

## Filmografie
- 1999: Die Tochter des Präsidenten: In tödlicher Gefahr (First Daughter)
- 2000: Ready to Rumble
- 2001: Rat Race – Der nackte Wahnsinn (nicht verwendete Szenen auf der DVD-Ausgabe)
- 2004: The Scam Artist
- 2005: The Devil’s Rejects
- 2005: Splinter
- 2006: Hood of Horror
- 2006: Driftwood
- 2012: Gallowwalkers
- 2015: The Resurrection of Jake the Snake Roberts (Dokumentarfilm, auch Koproduzent)
- 2022: High Heat

## Trivia
Page räumt in seiner Autobiografie ein, dass er bis zu seinem 36. Lebensjahr Analphabet war. Um anderen zu helfen, ist er heute noch Lehrer für Analphabeten an einer Volkshochschule in New Jersey. Außerdem nimmt Page suchtkranke Ex-Kollegen aus dem Wrestling-Business bei sich auf und hilft ihnen, trocken bzw. clean zu werden, im Falle von Jake Roberts sogar über einen Zeitraum von mehreren Jahren. Auch Jeff Hardy und Scott Hall haben diese Hilfestellung schon in Anspruch genommen. Die WWE übernimmt hier einen Teil der anfallenden Kosten, falls der Betroffene in seiner Vertragslaufzeit bei der Liga bereits Suchtprobleme hatte.

## Bücher
- Larry Genta und Diamond Dallas Page: Positively Page. Positive Publishing, 2000, ISBN 0-9679922-0-6.
- Craig Aaron und Diamond Dallas Page: Yoga for Regular Guys: The Best Damn Workout on the Planet. Quirk Books, 2005,  ISBN 1-59474-079-8.